# Save That Shit
Save That Shit è un singolo del rapper statunitense Lil Peep, pubblicato il 12 agosto 2017 come quarto singolo del primo album Come Over When You're Sober, Pt. 1. Il brano è stato prodotto da Smokeasac e IIVI e scritto dall'artista stesso con George Astasio, Jason Pebworth, Jon Shave, Michael Blackburn e Juan Alderete de la Peña. La canzone è il sesto singolo sulle classifiche più alto di Lil Peep negli Stati Uniti e ha raggiunto la 9ª posizione nella classifica Billboard Bubbling Under R&B/Hip-Hop Singles dopo la sua morte, il 15 novembre 2017.

## Accoglienza
Negli Stati Uniti, dopo la morte di Lil Peep, Save That Shit ha debuttato alla 9ª posizione della classifica Billboard Bubbling Under R&B/Hip-Hop Singles nella settimana a partire dal 9 dicembre 2017, diventando la seconda canzone più rappresentativa di Lil Peep nel paese. La canzone in seguito è scesa in classifica, nella settimana successiva.
In Canada la canzone ha debuttato alla 97ª posizione della Billboard Canadian Hot 100 insieme ad Awful Things, nella settimana a partire dal 9 dicembre 2017, dove è diventata la seconda canzone più rappresentativa di Lil Peep nel paese. A partire dal 16 dicembre 2017, il brano esce dalla classifica.
Mitch Findlay di HotNewHipHop ha dato alla canzone una recensione positiva, raccomandando ai lettori di "dare un'occhiata alla canzone".

## Video musicale
Il video musicale di Save That Shit è stato pubblicato postumo il 19 dicembre 2017. È diretto da Mezzy e Heavy Rayn. Nel febbraio 2020 ha superato 250 milioni di visualizzazioni su YouTube.
Il video mostra una ragazza chattare e guardare dal proprio telefono il profilo Instagram del rapper e, parallelamente, Lil Peep che esegue il brano dal vivo.

## Classifiche
| Classifica (2017) | Posizione massima |
| ----------------- | ----------------- |
| Canada            | 97                |
| Stati Uniti       | 9                 |
| Svezia            | 75                |